# Karl Ulrich Petry
Karl Ulrich Petry (* 3. Juli 1957 in Wetzlar; † 21. April 2020 in Wolfsburg) war ein deutscher Gynäkologe, Professor und Chefarzt der Frauenklinik im Klinikum Wolfsburg. Petry war bekannt als Vorreiter eines HPV-Screenings in Deutschland und für die Operationstechnik zur Behandlung ausgedehnter Krebsvorstufen und mikroinvasiver Karzinome der Scheide. Er war Leiter des HPV-Screening Pilot Projekts mit der Deutschen BKK im Großraum Wolfsburg (WOLPHSCREEN) und Leiter der Studie zur HPV-Epidemiologie bei jungen Frauen Anfang bis Mitte 20 (WOLVES).

## Leben
Petry studierte von 1976 bis 1983 Humanmedizin an der Philipps-Universität Marburg. Er wurde 1983 als Arzt approbiert und begann seine klinische Ausbildung zunächst als Assistenzarzt in der Chirurgie im Städtischen Klinikum Remscheid. 1985 wechselte er als Assistenzarzt in Weiterbildung in die Frauenklinik im Diakonissen-Krankenhaus Kassel und wurde 1986 Medical Officer (Abteilungsarzt) im Sokoine Regional Hospital in Lindi, Tansania. Sein Schwerpunkt dort war  Chirurgie und Frauenheilkunde. Er begann mit Forschungsarbeiten im Bereich HIV, Schistosomiasis und anderen Infektionskrankheiten. Petry wurde Sprecher der Entwicklungshelfer des Deutschen Entwicklungsdienstes (DED) in Tansania. 1989 wurde er Assistenzarzt an der Frauenklinik der Medizinischen Hochschule Hannover (MHH), wo er ab 1990 den Aufbau der Dysplasie-Sprechstunde und des Forschungsschwerpunkts HPV in der gynäkologischen Onkologie leitete. Er arbeitete zur Rolle von HPV bei der Entstehung von gynäkologischen Neoplasien, entwickelte neue Therapieverfahren und forschte an der Rolle der Immundefizienz. 1992 schloss er die Promotion zum Dr. med. ab. 1995 wurde er Facharzt für Frauenheilkunde und Geburtshilfe und im selben Jahr Oberarzt an der Frauenklinik der MHH. Wissenschaftlicher Schwerpunkt wurde der Einsatz der HPV-Testung zur Verbesserung der Prävention des Zervixkarzinoms (Gebärmutterhalskrebs).
1999 wurde Petry Klinischer Leiter der Hannover-Tübingen-Studie zur primären HPV-Testung in der Krebsvorsorge, die mehr als 8000 Frauen rekrutierte (ab 2000 überführt in "Cervical Cancer Consortium Europe"). 2000 erhielt Petry die Venia legendi für "Frauenheilkunde und Geburtshilfe" (Habilitation). Seit 2003 ist Petry Chefarzt der Frauenklinik im Klinikum Wolfsburg mit dem Schwerpunkt gynäkologische Onkologie mit zertifiziertem Krebszentrum und Dysplasieeinheit sowie Spezialisierungen in ultraradikalen OP-Verfahren und plastisch-rekonstruktiven Operationen von Scheide und Scham. 2005 wurde Petry außerplanmäßiger Professor an der Medizinischen Hochschule Hannover.

## Klinischer und wissenschaftlicher Beitrag
Der anfängliche wissenschaftliche Fokus Petrys lag zunächst auf der  Rolle der zellulären Immundefizienz bei der Entstehung des Zervixkarzinoms. Durch Vergleich der klinischen Verläufe von HIV-Infizierten, immunsupprimierten Frauen nach Organtransplantation und immunkompetenten Frauen konnte belegt werden, dass eine zelluläre Immundefizienz die Persistenz und auch die maligne Progression von HPV Infektionen begünstigt. Diese Arbeit trug mit anderen zur Einstufung des Zervixkarzinoms als AIDS definierende Erkrankung bei. Ab 1995 folgten Untersuchungen zum Einsatz des HPV-Nachweises für eine verbesserte Krebsvorsorge. Mit der gemeinsam mit Thomas Iftner seit 1999 geleiteten Hannover-Tübingen Studie, die in das Cervical Cancer Consortium Europe eingebracht wurde, konnte erstmals  in einer prospektiven internationalen  Muticenter Langzeitstudie nachgewiesen werden, dass mit HPV-Testung signifikant besser echte Krebsvorstufen (CIN3) detektiert werden können als mit der herkömmlichen Zytologie. In Wolfsburg gelang 2006 die Gründung des ersten deutschen HPV-Screening Pilotprojekts (Wolfsburg Primary HPV Screening project: WOLPHSCREEN). In Kooperation mit der Deutschen BKK und Audi BKK und 34 gynäkologischen Praxen wurden bis 2016 mehr als 25000 Frauen in der Altersgruppe über 30 Jahren eingeschlossen. WOLPHSCREEN belegte eine bessere Prävention des Zervixkarzinoms durch  frühere Detektion von CIN3+ im HPV Screening, zeigte darüber hinaus die Umsetzbarkeit eines HPV Screenings mit 5 Jahresintervallen in den deutschen Versorgungsalltag, wies aber auch auf neue Herausforderungen hin, wie eine notwendige Optimierung der Kolposkopie und eine verbesserte Triage von HPV positiven Frauen. WOLPHSCREEN hat viele Elemente des ab dem Jahr 2020 vom Gemeinsamen Bundesausschuss beschlossenen neuen Zervixkarzinom Screenings vorweggenommen und im Jahr 2019 eine verbesserte Detektion von CIN3+ und eine daraus resultierende bessere Prävention des Zervixkarzinoms belegt (Horn J et al., BJC 2019) 
Seit 2009 führt das Klinikum in Wolfsburg unter Petrys Leitung eine epidemiologische Studie zu HPV bei jungen Frauen Anfang bis Mitte zwanzig durch (Wolfsburg HPV epidemiological surveillance: WOLVES). WOLVES und WOLPHSCREEN ergeben für die Region Wolfsburg somit eine vollständige HPV Epidemiologie für Frauen zwischen 20 und 70 Jahren. Diese zeigt, dass die entscheidenden HPV Infektionen, die zu CIN3 und Karzinomen führen, bereits früh im Leben erworben werden, meist deutlich vor dem 30. Lebensjahr. Daraus ergibt sich die Möglichkeit, durch eine Verzahnung von HPV-Impfung und HPV-Screening das Zervixkarzinom theoretisch in wenigen Jahrzehnten zu eradizieren.
Ein weiterer Schwerpunkt Petrys ist die Etablierung der Laser skinning colpectomy zur Organ erhaltenden Therapie ausgedehnter Carcinomata in situ und mikroinvasiver Karzinome der Vagina. Dabei wird lediglich die oberflächliche Scheide unter kolposkopischer Sicht mittels Laser in einem Stück exzidiert. Dadurch bleibt die Funktion der Scheide erhalten und es liegt dennoch ein vollwertiges histologisches Präparat vor. Schließlich widmete sich Petry auch der Entwicklung einer unabhängigen Internet basierten Qualitätssicherung in der Kolposkopie.

## Mitgliedschaften in wissenschaftlichen Vereinigungen
Petry war Gutachter für Fachzeitschriften und Universitäten im In- und Ausland, Buchautor, Organisator nationaler und internationale Kongresse. Er war Mitglied in folgenden wissenschaftlichen Vereinigungen (Auswahl):
- International Papillomavirus Society
- American Society of Clinical Oncology (ASCO)
- Deutsche Gesellschaft für Gynäkologie und Geburtshilfe (DGGG)
- Deutsche STI Gesellschaft
- Paul Ehrlich Gesellschaft HPV Management Forum[16]
- Arbeitsgemeinschaft Gynäkologische Onkologie (AGO)
- Studiengruppe Kolposkopie e.V.; Vorsitzender
- European Federation for Colposcopy. President elect 2007-10
- President 2010-13 und Past president 2013-17

## Ehrungen, Auszeichnungen und Förderungen
- 2000–2005     EU-Förderung QLG4-CT-2000-01238 HPVCCS
- 2002	        Detlef Petzold Preis der Deutschen STI Gesellschaft
- 2003	        Wissenschaftspreis der Niedersächsischen Krebsgesellschaft
- 2003 	        Spitzbart Wissenschaftspreis für gynäkologische Infektiologie
- 2007		Krankenhaus Innovationspreis, RFH Aachen
- 2009		Pearl of Wisdom Award, EU-Parliament, Brussels
- 2011		AGO Wissenschaftspreis für besondere Studienqualität
- 2012		DGGÖ Wissenschaftspreis für Gesundheitsökonomie
- 2013–2018	EU-Förderung  FP7-Health-2013.3.1-1.  CoheaHr
- 2016		Förderpreis der Niedersächsischen Krebsgesellschaft
- 2016–2018	EU Förderung HORIZON 2020[5]
- 2017          Gewinner MSD-Gesundheitspreis / Bundesministerium für Gesundheit

## Publikationen
Bücher und Buchkapitel (Auswahl)
- Thomas Iftner, Ulrich Schenck, Karl-Ulrich Petry. HPV und Zervixkarzinom - Diagnostik und Prophylaxe. UNI-MED (2008). ISBN 978-3837420234
- K. Ulrich Petry. Modern methods for the diagnosis of HPV and cervical intraepithelial neoplasia in the prevention of cervical cancer (Englisch). UNI-MED. 2011. ISBN 978-3837412666
- Gerd Gross, Stephen K. Tyring. Sexually Transmitted Infections and Sexually Transmitted Diseases. Karl Ulrich Petry: HPV-Infection and Squamous Cell Cancer of The Lower Female Genital Tract. SPRINGER 2011. ISBN 978-3-642-14662-6
- Eric J. Bieber, Joseph S. Sanfilippo. Clinical Gynaecology 2nd edition. Karl Ulrich Petry: Cervical Cancer (Englisch). Cambridge Univ. Press 2015. ISBN 978-1-107-04039-7

Wissenschaftliche Artikel
- ResearchGate Publikationsliste Karl Ulrich Petry